# Goniorrhachis marginata
Goniorrhachis marginata là một loài thực vật có hoa trong họ Đậu. Loài này được Taub. mô tả khoa học đầu tiên.